# مارتن دوركين
مارتن دوركين (بالإنجليزية: Martin Durkin)‏ هو منتج تلفزيوني ومخرج بريطاني، ولد في 23 يناير 1962.

## وصلات خارجية
- مارتن دوركين على موقع IMDb (الإنجليزية)
- مارتن دوركين على موقع قاعدة بيانات الفيلم (الإنجليزية)